# Rohwollelager der Nordwolle
Das ehemalige Rohwollelager der Nordwolle (NW&K) (Lager U) in Delmenhorst, Lahusenstraße 25, wurde Anfang des 20. Jahrhunderts gebaut. Es ist seit 2000 ein Veranstaltungszentrum.
Das Gebäude ist ein Baudenkmal in Delmenhorst.

## Geschichte
Die Nordwolle war ein bedeutendes Unternehmen für die Verarbeitung von Wolle und Kammgarn, angesiedelt auf einem Areal von rund 25 Hektar Fläche zwischen dem Flüsschen Delme im Westen und Norden sowie den Bahngleisen im Süden. Sie bestand von 1884 bis zur Stilllegung von 1981. Die Zahl der Beschäftigten wuchs rapide an: 1887 waren es 900, um 1911 bereits 3000 Mitarbeiter und später bis zu 4500. Eine „Stadt in der Stadt“ entwickelte sich.
Das eingeschossige verklinkerte Rohwollelager mit seinem markanten dreiteiligen Giebel im Stil der Neorenaissance mit dem rundbogigen mittigen Tor als Portal und den vier Fialtürmchen sowie den oberen rechteckigen gestalterischen Nischen wurde um 1900 (andere Quellen: Anfang der 1920er Jahre) gebaut. Um 1900 war der Bremer Architekt Henrich Deetjen Planer für die Nordwolle. Seitliche Anbauten umschließen einen Innenhof. Durch die mittlere Halle erfolgte die Anlieferung der schweren Wolleballen durch Waggons. Die Halle hat als Dachkonstruktion ein Hängewerk.
Nach der Stilllegung der Fabrik wurde das Haus im Rahmen eines Expo-2000-Projektes Ende der 1990er Jahre bis 2000 mit auch modernen Elementen zu einem Nordwolle Veranstaltungszentrum umgebaut (Baukosten fast 20 Mio. Euro). Das sogenannte com.media mit Platz für fast 400 Personen dient u. a. für Tagungen, Seminare, Firmenmessen, Festlichkeiten etc. Im Anbau wurde nach 2000 ein Medienzentrum eingerichtet.